# HMS Warspite (1884)
Den engelske panserkrydser Warspite var konstrueret med kraftig skelen til det franske slagskib Marceau. Der var valgt et tilsvarende arrangement med fire kraftige kanoner i hvert sit drejetårn. Skibet var meget kraftigt armeret i forhold til sin størrelse, og undervejs i konstruktionsprocessen løb der endnu mere ekstra vægt på, og det endte med at ligge så lavt i vandet, at sidepanseret lå under vandlinjen, hvilket gjorde det nærmest værdiløst. Warspite var det sjette af ni skibe i Royal Navy, med dette navn. Warspite kan nærmest oversættes til "at trodse (eller blæse på) krigen".

## Tjeneste
Allerede på prøvetogtet stod det klart, at rigningen på Warspite var nærmest ubrugelig, fordi skibet var særdeles svært at manøvrere under sejl. De to master blev derfor taget ned og erstattet af en enkelt militærmast midtskibs. Warspite var flagskib for stationen i Stillehavet 1890-93 og 1899-1902. I perioden 1893-96 var den vagtskib ved Queenstown (det nuværende Cobh) i Irland. Blev solgt i 1905.